# Office Web Apps
Microsoft Office Web Apps (obecnie Office, dawniej Office Online) – oparty na modelu SaaS, nieodpłatnie udostępniany przez firmę Microsoft sieciowy pakiet biurowy. Rozszerza on możliwości klasycznego pakietu Microsoft Office o nowe mechanizmy pracy w grupie. Zawiera oparte na przeglądarce, okrojone z funkcjonalności wersje: Microsoft Word, Microsoft Excel, Microsoft PowerPoint i Microsoft OneNote.

## Cechy oprogramowania
Umożliwia dostęp do plików z dowolnego komputera z zainstalowaną przeglądarką internetową, jak również ich udostępnianie i edycję w kooperacji z innymi użytkownikami w tym samym czasie. W przypadku nadania praw do edycji kilku osobom, mogą one w tym samym czasie edytować ten sam dokument.
Microsoft Web Apps jako samodzielnie oprogramowanie posiada znaczące ograniczenia funkcjonalne w porównaniu do klasycznego pakietu Microsoft Office.